# Кафзех

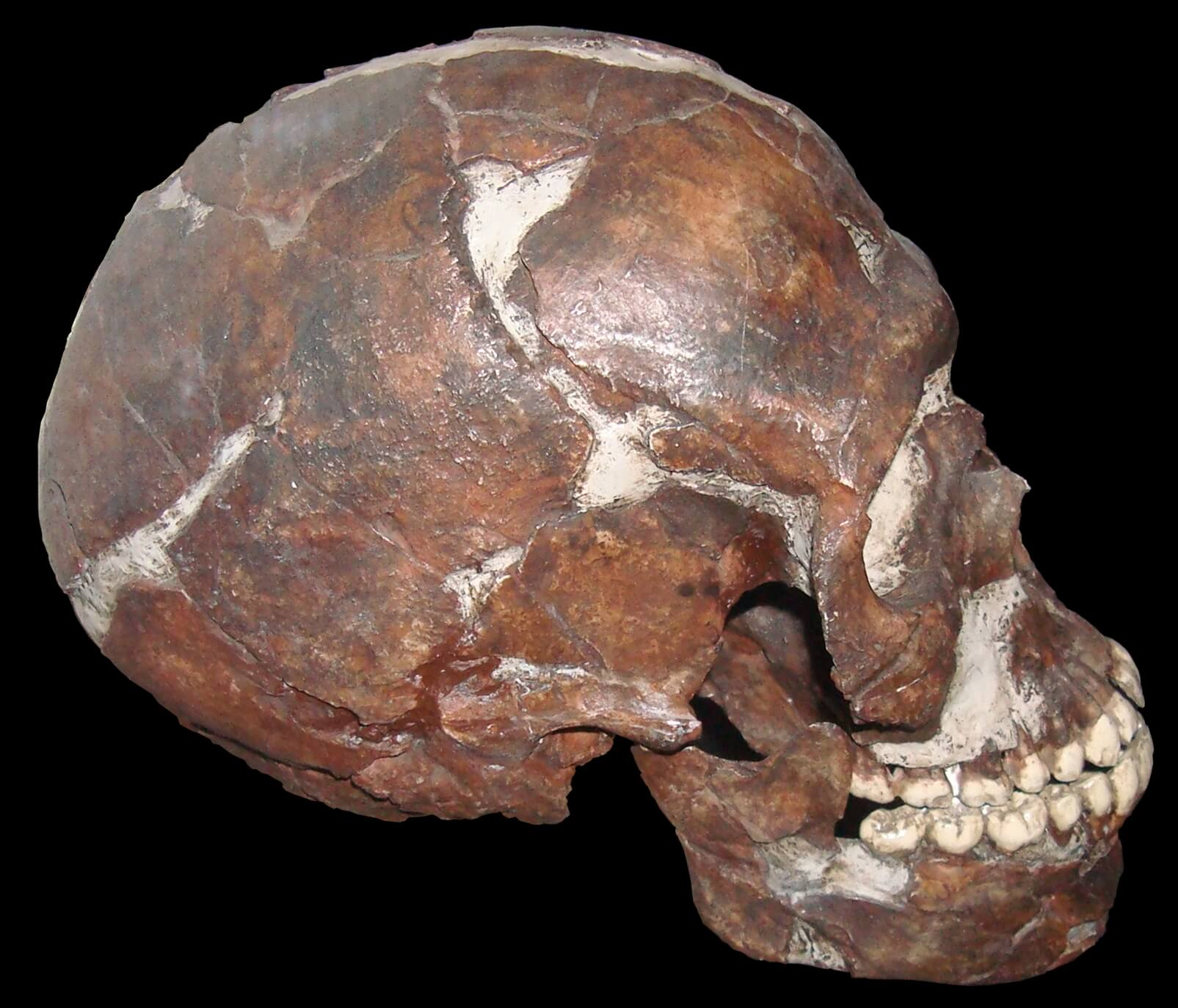
Муляж черепа людини з Кафзеха-9.

Кафзех (іврит: הקפיצה арабська: القفزة) — печера в Ізраїлі. Знаходиться на південний схід від міста Назарет і Тіверіадського озера, на схилі гори Ха-Кфіца. Знайдені в печері скелети вважаються одними з перших свідчень виходу «анатомічно сучасних людей» за межі Африки.
Перші розкопки почали в печері Р. Невіль, М. Стекеліс в 1934 році, в результаті чого було виявлено 5 скелетів (Кафзех I — Кафзех V) в шарах з індустрією Леваллуа. Поновлено розкопки в печері було в 1965 році (Кафзех VI — Кафзех VIII), 1967 році (Кафзех IX — Кафзех X) і в 1971 році (Кафзех XI).
Всього в печері Кафзех були виявлені викопні рештки 25 людей, які відносяться до більш прогресивної групи близькосхідних гомінідів Схул-Кафзех, що помітно відрізняються від більш примітивних і схожих на європейських неандертальців місцевих знахідок з печер Табун, Амуд і Печера Кебара. Деякі останки, знайдені в печері, можуть бути гібридами неандертальців і людини розумної.
Термолюмінесцентний аналіз кременю з мустьєрських шарів дав вік 92000 ± 5000 років (Valladas з співавт., 1988). Електронний парамагнітний резонанс (ESR) дав результат 130000-90000 років. Для скелета 6 з печери Кафзех уран-торієвим методом отримано вік близько 80 тис. років, уран-протактінієвим методом — вік близько 94 тис. років.